# Antioch Dmitrievič Kantemir
Antioch Dmitrievič Kantemir (in russo Антиох Дмитриевич Кантемир?) (Costantinopoli, 10 settembre 1708 – Parigi, 31 marzo 1744) è stato uno scrittore, poeta, traduttore e diplomatico russo, di origine moldava. La sua fama è strettamente legata all'importanza delle sue nove satire, che risultarono fondamentali per lo sviluppo della letteratura classicista russa.

## Biografia

### I primi anni
Il padre, Dimitrie Cantemir, (poi russificato in Kantemir) per due volte Principe di Moldavia, (la prima nel 1693 e poi nel 1710-11) e alleato dello zar Pietro il Grande, era uomo di vastissima cultura enciclopedica ed una delle personalità più erudite della Russia del suo tempo: scrittore, linguista e poliglotta, (conosceva undici lingue), storico e profondo conoscitore della storia turca e moldava (scrisse una storia dell'impero ottomano in lingua latina, testo basilare per la conoscenza della materia per più di un secolo e molto apprezzata da Voltaire), geografo, etnografo e filosofo.
La madre, Kassandra Cantacuzene, discendente da una casata imperiale bizantina, era altrettanto colta. Nello stimolante clima culturale di una famiglia così composta, in cui anche l'italiano ed il neoellenico erano correntemente parlati, l'educazione di Kantemir iniziò tra le mura domestiche e fu affidata ai migliori accademici del tempo, greci, italiani e russi. La sua formazione avvenne quindi al di fuori del circuito educativo religioso, ed è per questo considerato come il primo poeta russo di educazione e cultura laica.
In seguito frequentò l'Accademia slavo-greco-latina di Mosca e l'Accademia delle scienze di San Pietroburgo, appena fondata dallo zar Pietro I il Grande a supporto del suo progetto di profonda revisione del sistema politico e sociale della Russia. Qui Kantemir ebbe modo di seguire le lezioni di eminenti personaggi della cultura e della scienza del tempo, quali Bernoulli, Bayer, Bilfinger e Grass e già a venti anni era considerato, degno erede del padre, uno tra i personaggi più dotti del suo tempo. Greco, latino, italiano e francese furono le lingue da lui apprese e parlate e nel suo esordio come scrittore si presentò come traduttore di versi a tema amoroso. Come riferito dallo stesso Kantemir, da giovanissimo si dedicò alla poesia lirica seguendo lo stile dell'epoca, e questi lavori furono pubblicati anonimi in antologie, ma di queste opere non si è conservata memoria scritta.

### Gli inizi letterari e la politica
Un personaggio importante della Russia dell'epoca fu l'arcivescovo Feofan Prokopovič, consigliere per gli affari religiosi dello zar Pietro, il quale sostenne, tra le altre cose, l'ammissibilità di un potere assoluto del sovrano come contrappeso alla sempre più evidente e consistente influenza della reazionaria aristocrazia nella società russa e del suo tentativo di contrasto dell'attività riformatrice di Pietro. Nel relativo dibattito culturale Kantemir si avvicinò e sostenne le idee e le posizioni dell'influente prelato costituendo, assieme a Tatišev, quella "dotta compagnia" che riuscì a persuadere l'imperatrice Anna a revocare la costituzione nell'ottica di difesa del processo rinnovatore petrino. Nonostante il suo impegno politico la sua carriera accademica non ne trasse giovamento in quanto la nuova zarina non avallò la sua elezione a presidente dell'Accademia delle scienze e non permise la pubblicazione delle sue prime satire.
Un'eco del suo pensiero politico la si ritrova nelle sue due prime satire, scritte tra il 1729 e il 1731, Na chuljaščich učenia (Ai denigratori della scienza) e Na zavist i gordost'dvorijan zlonravnych (Contro l'invidia e la superbia dei nobili di cattivi costumi) dove i versi di Kantemir si rivolsero tutti a difesa dell'operato del grande zar e degli intellettuali che lo aiutarono nel processo di modernizzazione di una Russia ancora fortemente arcaica. Aventi come soggetto le corruttele e i mali dell'aristocrazia russa, queste opere, come detto, non videro pubblicazione ma ebbero ugualmente modo di essere lette e diffuse grazie a delle copie manoscritte.

### All'estero come diplomatico e la maturità
La sua attività letteraria non ne risentì particolarmente ed ebbe modo di produrre la terza, quarta e quinta satira, ancora permeate dal pensiero e dall'influenza di Prokopovič, fino a quando, nel 1732, lasciò la Russia per non farvi più ritorno, divenendo un protagonista della cultura europea occidentale.
Fu inviato a Londra come "rappresentante diplomatico residente" (ambasciatore) e recò con sé il manoscritto della già citata storia ottomana scritta dal padre, curandone la bio-bibliografia e la pubblicazione. Qui ebbe modo di incontrare e frequentare l'italiano Francesco Algarotti, figura eminente dell'illuminismo europeo, con cui strinse una buona amicizia. In questo periodo la produzione letteraria di Kantemir subì una fase di arresto durata fino al suo secondo soggiorno a Parigi.
La sua preferenza per gli intellettuali italiani è confermata dalle sue frequentazioni di personaggi come, oltre al citato Algarotti, Paolo Rolli e l'abate Guasco e fu proprio quest'ultimo a curare e diffondere l'opera di Kantemir.
Dal 1736 fino alla sua morte fu Ministro plenipotenziario (diplomatico) nella capitale francese. Qui conobbe e frequentò Voltaire, Montesquieu.
Nel 1743, come replica al trattato Novyj i kratkij spasob k složeniju russkigh stichov (Nuovo e breve metodo per la composizione dei versi russi) di Vasilij Kirillovič Tredjakovskij, scrisse Pis'mo Charitona Makentina k prijatelju o složenij stichov russkich (Epistola di Chariton Makentin ad un amico sulla composizione dei versi russi). Questa disputa è da far rientrare nell'ampio ed annoso dibattito all'interno della cultura russa di tutto il Settecento sulla necessità di una regolamentazione o anche una codifica della lingua letteraria russa.
Questo scritto ci segnala quanto Kantemir seguì con particolare attenzione l'evolversi dei dibattiti culturali all'interno dalla società russa, nonostante la sua residenza all'estero. A Parigi, come già detto, tornò a dedicarsi alla letteratura, scrivendo, tra il 1738 ed il 1739, la sesta, settima e ottava satira, (riguardo alla nona sono stati sollevati dei dubbi sull'effettiva paternità) poesie e traduzioni dal latino, tra cui Sinopsis istoričeskaj (Sinossi storica, di Costantino Manasse, 1725); Anakreontovye pesm (Canti di Anacreonte, 1736-1867); Razgovor o svete (Discorso sul mondo, di F. Algarotti, 1736); Pis'me (Epistole, di Orazio, 1744-1867); Satiry i pis'ma (satire ed epistole, di Nicolas Boileau); Razgorov o množestve mira (Entretiens sur la pluralité des mondes, di Bernard le Bovier de Fontenelle, 1740), quest'ultima fu parzialmente censurata come eretica, dal momento che fu osteggiata dalla chiesa ortodossa in quanto contestava il sistema tolemaico.
Si spense a Parigi nel 1744, a soli 36 anni.

### Fortuna critica
A Londra, nel 1749, dopo la morte del poeta, l'abate Guasco ne scrisse la biografia, curando e facendo pubblicare la prima traduzione in francese delle sue Satire. Questo fu possibile all'abate grazie ad una precedente versione in italiano (andata perduta), a cui collaborò lo stesso Kantemir.
Nel 1752 fu data alle stampe la traduzione in lingua tedesca mentre per la pubblicazione in Russia si dovette aspettare fino al 1762, quando Barkov ne curò l'edizione, dopo la morte della zarina Elisabetta.
L'opera di Kantemir è sicuramente debitrice dell'analisi critica fatta da Vissarion Grigor'evič Belinskij, che ravvisò nei suoi lavori i prodromi di quella che sarà la vena satirica presente in tutta la letteratura russa della prima metà dell'Ottocento, che partendo da Sumarokov e arrivando a Gogol, passò per le commedie di Fonvizin e Griboedov e le favole di Krylov.

## Opere
- Satiry (Satire, 1749)
- Na chuljaščich učenie (Ai denigratori della scienza)
- Na zavist' i gordost'dvorijan zlonravnych (Contro l'invidia e la superbia dei nobili di cattivi costumi)
- K Muze moej (Alla mia Musa)
- O istinnom blaženstvie (Della vera beatitudine)
- O različii strastej čelovečeskich (Sulla diversità delle passioni umane)
- O opamosti satiričeskich socinenij (Sulla pericolosità delle opere satiriche)